# Malakichthys
Malakichthys är ett släkte av fiskar. Malakichthys ingår i familjen Acropomatidae.
Kladogram enligt Catalogue of Life:
| Malakichthys | \| \| Malakichthys barbatus \| \| \| \| \| \| Malakichthys elegans \| \| \| \| \| \| Malakichthys griseus \| \| \| \| \| \| Malakichthys levis \| \| \| \| \| \| Malakichthys mochizuki \| \| \| \| \| \| Malakichthys similis \| \| \| \| \| \| Malakichthys wakiyae \| \| \| \| |
|              | \| \| Malakichthys barbatus \| \| \| \| \| \| Malakichthys elegans \| \| \| \| \| \| Malakichthys griseus \| \| \| \| \| \| Malakichthys levis \| \| \| \| \| \| Malakichthys mochizuki \| \| \| \| \| \| Malakichthys similis \| \| \| \| \| \| Malakichthys wakiyae \| \| \| \| |
|              | Acropoma |
|              | |
|              | Apogonops |
|              | |
|              | Doederleinia |
|              | |
|              | Neoscombrops |
|              | |
|              | Synagrops |
|              | |
|              | Verilus |
|              | |
|              | Malakichthys barbatus |
|              | |
|              | Malakichthys elegans |
|              | |
|              | Malakichthys griseus |
|              | |
|              | Malakichthys levis |
|              | |
|              | Malakichthys mochizuki |
|              | |
|              | Malakichthys similis |
|              | |
|              | Malakichthys wakiyae |
|              | |

|  | Malakichthys barbatus  |
|  |                        |
|  | Malakichthys elegans   |
|  |                        |
|  | Malakichthys griseus   |
|  |                        |
|  | Malakichthys levis     |
|  |                        |
|  | Malakichthys mochizuki |
|  |                        |
|  | Malakichthys similis   |
|  |                        |
|  | Malakichthys wakiyae   |
|  |                        |